# Campionat d'Europa de cursa per punts masculí
|  | Aquest article és sobre la competició masculina. Per a la competició femenina, vegeu Campionat d'Europa de cursa per punts femení |

El Campionat d'Europa de cursa per punts masculina és el campionat d'Europa de Puntuació organitzat anualment per la UEC. Es porten disputant des del 2011 dins els Campionats d'Europa de ciclisme en pista.

## Pòdiums dels Guanyadors
| Proves | Or                          | Plata                  | Bronze                 |
| 2011   | Rafał Ratajczyk (POL)       | Silvan Dillier (SUI)   | Milan Kadlec (CZE)     |
| 2012   | Elia Viviani (ITA)          | Kiril Svéixnikov (RUS) | Sergiy Lagkuti (UKR)   |
| 2013   | Elia Viviani (ITA)          | Thomas Boudat (FRA)    | Eloy Teruel (ESP)      |
| 2014   | Benjamin Thomas (FRA)       | Liam Bertazzo (ITA)    | Henning Bommel (GER)   |
| 2015   | Wojciech Pszczolarski (POL) | Benjamin Thomas (FRA)  | Claudio Imhof (SUI)    |
| 2016   | Niklas Larsen (DEN)         | Kenny De Ketele (BEL)  | Raman Ramanau (BLR)    |
| 2017   | Alan Banaszek (POL)         | Niklas Larsen (DEN)    | Maximilian Beyer (GER) |